# جوزيف فيتيغ
جوزيف فيتيغ (بالألمانية: Joseph Wittig)‏ (و. 1879 – 1949 م) هو كاتب، ومؤرخ المسيحية، وعالم آثار، وأستاذ جامعي، وكاهن كاثوليكي، وفيلسوف من ألمانيا، وبولندا، توفي عن عمر يناهز 70 عاماً.

## التعليم
تعلم في جامعة فروتسواف
.

## روابط خارجية
- جوزيف فيتيغ على موقع مونزينجر (الألمانية)